# Guigó V d'Albon
Guigó V d'Albon nascut vers el 1125, mort el 29 de juliol de 1162 a Vizille, va ser un comte d'Albon de 1142 a 1162. En el seu regnat, va agafar el títol de delfí del Vienès. Era fill de Guigó IV d'Albon, delfí del Vienès, i Margarida de Macon.
A la mort del seu pare, Guigó V era massa jove per governar, i per això la seva mare Margarida va assegurar la regència fins a 1153. Només arribar a l'edat de portar les armes, Guigó va decidir venjar el seu pare anant a destrossar les terres del comte de Savoia. Com onze anys abans, va posar setge davant Montmélian però fou rebutjat per l'exèrcit de socors del comte Humbert III de Savoia. El bisbe de Grenoble, Hug II, va intervenir i es va acordar una pau honorable per als dos adversaris. El 13 de gener de 1155, Guigó va reconèixer a Rivoli prop de Torí la sobirania feudal de l'emperador germànic Frederic Barba-roja que a canvi li va confirmar la possessió de les terres que els precedents comtes d'Albon havien adquirit de manera litigiosa. Li va atorgar a més a més una mina de plata a Râme a l'Embrunès i el dret de batre moneda a Cézanne.
Heus aquí un extracte del diploma de l'emperador germànic oficialitzant aquest reconeixement de les possessions de Guigues:
« En nom de la santa i indivisible Trinitat, Frederic, per la clemència benèvola de Déu, rei dels Romans,(…;) fem saber a tots els que són fidels al Crist i al nostre regnat, que concedim al nostre fidel Guigó Delfí, comte de Grenoble, tots els beneficis hereditaris que fins llavors posseïa justament, lliurement i tranquil·lament (…;) A més, sota el consell dels prínceps, hi afegim en benefici una mina de plata que és en la nostra possessió a Rama amb tots els beneficis que en puguin provenir (…;). A més a més, ha obtingut de la nostra majestat, el poder (…;) de fabricar nova moneda, al poble de Cesana al peu del Mont-Joux, perquè cap moneda no hi era fabricada abans.(…;)
Han assistit a la nostra donació, nombrosos prínceps i nobles tant d'Alemanya com d'Itàlia del qual heus aquí els noms: (segueixen 24 noms).
Segell del senyor Frédéric, rei dels Romans, invicte.
Jo, Arnold, arquebisbe de Colònia, canceller del regne d'Itàlia, he reconegut.
Fet en l'any de l'encarnació del Senyor mil cent cinquanta cinc, indicció quarta, el tercer any del seu regnat. Donat al castell de Rivoli, el dia de les idus de gener».
Guigues V va morir sense hereu mascle el 1162 a Vizille. S'havia casat el 1155 Beatriu de Montferrat (1142 † 1228), filla possiblement de Guillem V, marquès de Montferrat i de Judith de Babenberg, i va deixar una filla de poca edat de nom Beatriu d'Albon (1161 † 1228).